# Jan Schmidt (samorządowiec)

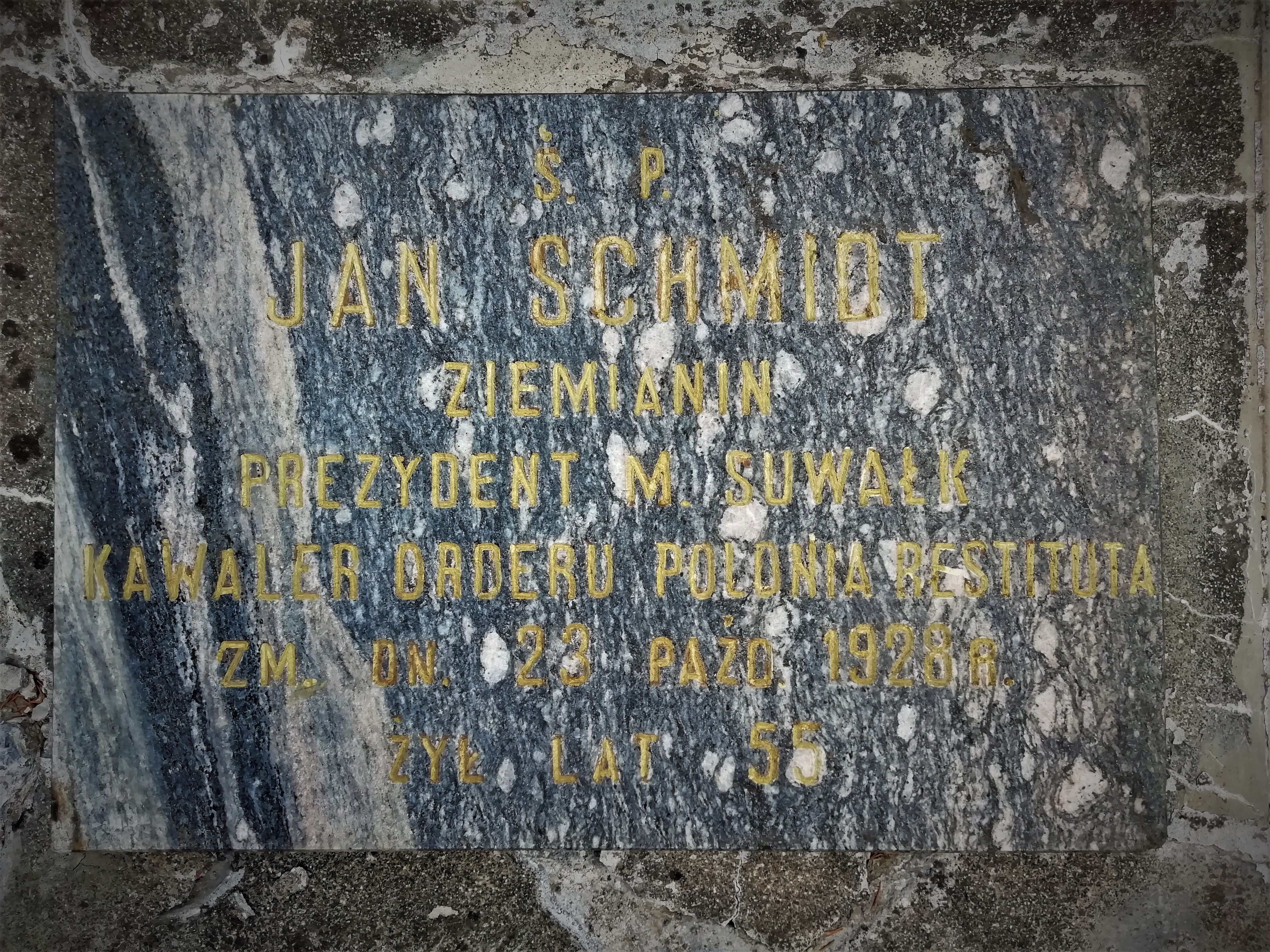
Tablica na grobie Jana Schmidta prezydenta Suwałki w l. 1923-1927

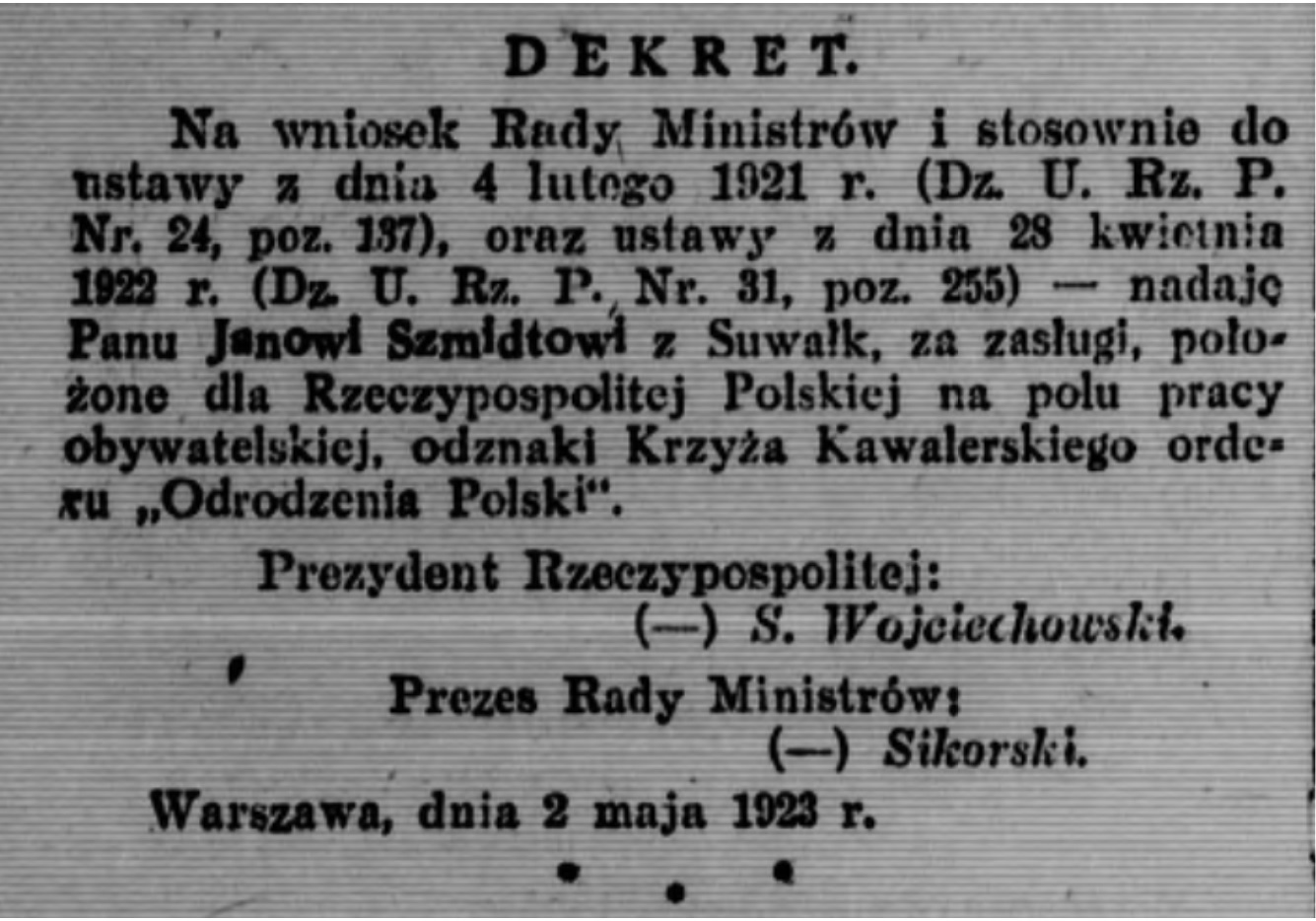
Jan Schmidt odznaczony Krzyżem Kawalerskim orderu „Odrodzenia Polski”. Fragment z Monitora Polskiego z 2 maja 1923

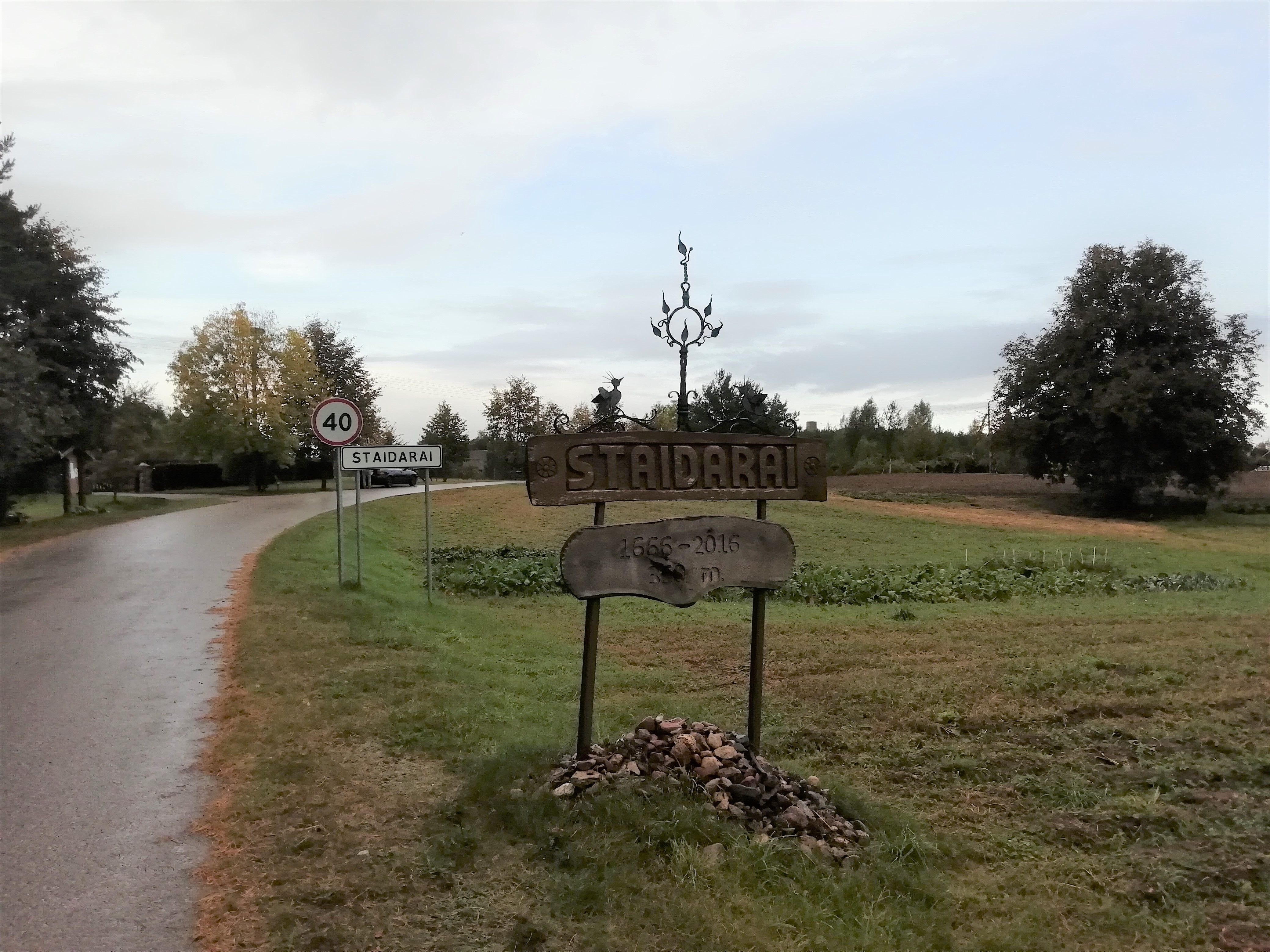
Tablice informacyjne, wjazd do miejscowości Staidarai – Stejderyszki, (wrzesień 2019)

Jan Schmidt (ur. 28 marca 1873 w Stejderyszkach, zm. 23 października 1928 w Suwałkach) – prezydent Suwałk, działacz społeczny.

## Życiorys
Urodził się we wsi (folwarku) Stejderyszki (powiat sejneński, gmina Świętojeziory), w rodzinie ziemiańskiej Malwiny z Paszkiewiczów i Bronisława Schmidta. Na chrzcie otrzymał imiona: Jan, Dominik, Władysław. Ukończył suwalskie Gimnazjum Męskie im. Karola Brzostowskiego. Pracował w Towarzystwie Kredytowym Ziemskim Guberni Suwalskiej, był aktywny w pracach prospołecznych. Współzałożył suwalską Szkołę Handlową. W latach 1908–1909 był członkiem suwalskiego Oddziału Polskiego Towarzystwa Krajoznawczego.
Działał również w:
- Radzie Opiekuńczej Szkoły Handowej w Suwałkach (1908)
- Towarzystwie Pomocy dla Byłych Wychowańców Prywatnej Siedmioklasowej Szkoły Handlowej w Suwałkach
- komisji rewizyjnej Suwalskiego Towarzystwa Wzajemnego Kredytu (1909-1910)
- Suwalskim Towarzystwie Rolniczym (1903-1910)
- Chrześcijańskim Towarzystwie Dobroczynności w Suwałkach
- Suwalsko-Augustowskim Towarzystwie Rolniczym

Po wybuchu I wojny światowej początkowo przebywał w Wilnie, następnie udał się do Petersburga, gdzie pracował w Centralnym Komitecie Obywatelskim u boku Władysława Grabskiego.
Schmidt po powrocie do Suwałk wspólnie z Adolfem Świdą w listopadzie 1918 r. współtworzył Tymczasową Radę Obywatelską Okręgu Suwalskiego, której początkowo był wiceprezesem, następnie zaś od lutego 1919 r. prezesem.
W 1923 r. został wybrany na prezydenta Suwałk. Funkcję tę sprawował do 1927 r. Jak czytamy w monografii Suwałk mimo kłopotów zdrowotnych – dotrwał do końca kadencji. Zmarł w Suwałkach, gdzie został pochowany na cmentarzu parafialnym przy ulicy Bakałarzewskiej, kwatera nieopodal kaplicy. Obok niego spoczywają: matka Malwina z Paszkiewiczów Schmidtowa i ojciec Bronisław Schmidt – radca Towarzystwa Ziemskiego Kredytowego (z inskrypcji na jego grobie).

## Odznaczenia
Za swoją działalność, a w szczególności odebranie Suwalszczyzny z rąk niemieckich, został uhonorowany Orderem „Polonia Restituta”. W publikacjach z lat 20. XX w. można przeczytać, iż: Szmidt Jan, urzędnik dyrekcji Towarzystwa Kredytowego Ziemskiego w Suwałkach dekretem z dnia 2 maja 1923 r. za zasługi położone dla Rzeczypospolitej Polskiej na polu pracy obywatelskiej otrzymał odznakę Krzyża Kawalerskiego orderu „Odrodzenia Polski”. W 1938 r.  uhonorowano go pośmiertnie za pracę w dziele odzyskania niepodległości Krzyżem Niepodległości.